# Nati nel 1902/Ottobre
| Questa pagina contiene informazioni ricavate automaticamente dalle voci biografiche con l'ausilio del template Bio e di un bot. L'aggiornamento è periodico e automatico e ricostruisce completamente la pagina. Se manca una persona in questa lista, sei pregato di non aggiungerla, ma accertati piuttosto che la sua voce biografica contenga il template Bio e che i dati anagrafici siano correttamente compilati. Se il template Bio manca, inseriscilo tu stesso o, in alternativa, metti l'avviso {{tmp\|Bio}} che ne segnala la mancanza. Se i dati riportati sono sbagliati, correggi direttamente la voce biografica; le modifiche saranno visibili in questa lista entro pochi giorni. Per chiarimenti vedi il progetto biografie. La lista contiene solo le 114 persone che sono citate nell'enciclopedia e per le quali è stato implementato correttamente il template Bio. Pagina aggiornata al 10 ago 2025. |

- 1º ottobre - Jacques Denis, ingegnere e aracnologo francese († 1972)
- 1º ottobre - Jakes Mulholland, calciatore statunitense († 1969)
- 1º ottobre - Lino Ponzinibio, militare italiano († 1985)
- 1º ottobre - Ángel María Rousse, calciatore spagnolo († 1977)
- 2 ottobre - Harry Farrell, calciatore statunitense († 1980)
- 2 ottobre - Leopold Figl, politico austriaco († 1965)
- 2 ottobre - Sjaak Köhler, nuotatore e pallanuotista olandese († 1970)
- 2 ottobre - Toivo Loukola, siepista e mezzofondista finlandese († 1984)
- 2 ottobre - Oscar Sorgato, pittore italiano († 1941)
- 3 ottobre - Renato Bartolozzi, calciatore italiano
- 3 ottobre - Artur da Costa e Silva, generale e politico brasiliano († 1969)
- 5 ottobre - Larry Fine, attore, violinista e comico statunitense († 1975)
- 5 ottobre - Ray Kroc, imprenditore statunitense († 1984)
- 6 ottobre - Piet van Boxtel, calciatore olandese († 1991)
- 6 ottobre - Filip Hjulström, geografo svedese († 1982)
- 6 ottobre - Harold McMunn, hockeista su ghiaccio canadese († 1964)
- 6 ottobre - Petre Țuțea, filosofo, scrittore e politico rumeno († 1991)
- 7 ottobre - José Trino, calciatore spagnolo († 1964)
- 7 ottobre - Jack Byrne, calciatore irlandese († 1976)
- 7 ottobre - Hanna Chrzanowska, infermiera polacca († 1973)
- 7 ottobre - Jon Snersrud, combinatista nordico e saltatore con gli sci norvegese († 1986)
- 7 ottobre - Zaharia Stancu, scrittore, poeta e filosofo rumeno († 1974)
- 8 ottobre - Ivan Il'ič Ljudnikov, generale sovietico († 1976)
- 9 ottobre - Francesco Jovine, scrittore, giornalista e saggista italiano († 1950)
- 9 ottobre - Francesco Vecchiacchi, fisico e ingegnere italiano († 1955)
- 9 ottobre - Ladislav Veselský, calciatore cecoslovacco († 1960)
- 9 ottobre - Freddie Young, direttore della fotografia britannico († 1998)
- 10 ottobre - Francesco De Robertis, regista e sceneggiatore italiano († 1959)
- 10 ottobre - William Forrest, attore statunitense († 1989)
- 10 ottobre - Ādolfs Greble, calciatore lettone († 1943)
- 10 ottobre - Dick Ket, pittore olandese († 1940)
- 10 ottobre - Enzo Maggio, attore e comico italiano († 1978)
- 11 ottobre - Leon Belasco, attore russo († 1988)
- 11 ottobre - Alexander Mach, politico slovacco († 1980)
- 11 ottobre - Adalberto Migliorati, pittore e disegnatore italiano († 1953)
- 11 ottobre - Bruno Müller, canottiere tedesco († 1975)
- 12 ottobre - Oscar Bocchi, calciatore italiano
- 12 ottobre - Adriaan Paulen, dirigente sportivo e mezzofondista olandese († 1985)
- 12 ottobre - Peng Zhen, politico cinese († 1997)
- 13 ottobre - Arna Bontemps, poeta e scrittore statunitense († 1973)
- 13 ottobre - Luther Evans, politologo statunitense († 1981)
- 13 ottobre - Gurli Ewerlund, nuotatrice svedese († 1985)
- 13 ottobre - Giovanni Farina, calciatore italiano
- 13 ottobre - Franco Giorgetti, pistard e ciclista su strada italiano († 1983)
- 13 ottobre - Mario Moretti, calciatore italiano
- 13 ottobre - Edoardo Moroni, politico italiano († 1975)
- 13 ottobre - Ștefan Odobleja, medico rumeno († 1978)
- 13 ottobre - Shigeyoshi Suzuki, allenatore di calcio e calciatore giapponese († 1971)
- 14 ottobre - Sverre Berg-Johannesen, calciatore norvegese († 1954)
- 14 ottobre - Maria Teresa Cristofano, poetessa e scrittrice italiana († 1992)
- 14 ottobre - Learco Guerra, ciclista su strada, pistard e dirigente sportivo italiano († 1963)
- 14 ottobre - René Hamel, ciclista su strada francese († 1992)
- 14 ottobre - Gábor Szabó, calciatore ungherese († 1950)
- 15 ottobre - Erich Graff-Wang, calciatore norvegese († 1969)
- 15 ottobre - Doris May, attrice statunitense († 1984)
- 15 ottobre - María Teresa Mora, scacchista cubana († 1980)
- 15 ottobre - Amparo Poch y Gascón, anarchica, saggista e medico spagnola († 1968)
- 15 ottobre - Andrij Jakovyč Štoharenko, compositore e docente sovietico († 1992)
- 16 ottobre - Francesco Dell'Anno, militare e marinaio italiano († 1942)
- 16 ottobre - Silvio Ranzi, biologo e zoologo italiano († 1996)
- 17 ottobre - Francesca Braggiotti, danzatrice e attrice italiana († 1998)
- 17 ottobre - Irene Ryan, attrice statunitense († 1973)
- 18 ottobre - Miriam Hopkins, attrice statunitense († 1972)
- 18 ottobre - Pascual Jordan, fisico e matematico tedesco († 1980)
- 18 ottobre - Arvid Lindberg, calciatore norvegese († 1958)
- 19 ottobre - Zenone Benini, politico italiano († 1976)
- 19 ottobre - Andrée Dupeyron, aviatrice francese († 1988)
- 19 ottobre - Ferdinando Flora, astronomo e storico della scienza italiano († 1968)
- 19 ottobre - Giovanni Gozzi, lottatore italiano († 1976)
- 19 ottobre - Bob Mark, truccatore statunitense († 1968)
- 19 ottobre - Francesco Speranza, pittore italiano († 1984)
- 20 ottobre - Mario Bonetti, ciclista su strada italiano († 1962)
- 20 ottobre - Adam Grünewald, ufficiale tedesco († 1945)
- 20 ottobre - Felisberto Hernández, scrittore uruguaiano († 1964)
- 20 ottobre - Luigi Scappini, calciatore italiano
- 21 ottobre - Lillian Bronson, attrice statunitense († 1995)
- 21 ottobre - Juan José Tramutola, allenatore di calcio argentino († 1968)
- 21 ottobre - Herman Tuvesson, lottatore svedese († 1995)
- 21 ottobre - Francesco Vito, economista italiano († 1968)
- 22 ottobre - Emilio Daniele, violinista, paroliere e compositore italiano († 1970)
- 22 ottobre - Frej Liewendahl, mezzofondista finlandese († 1966)
- 23 ottobre - Settimo Accardi, mafioso italiano († 1977)
- 23 ottobre - Giovanni Battista Dal Prà, vescovo cattolico italiano († 1990)
- 23 ottobre - Francesco Franchi, avvocato e patriota italiano († 1980)
- 23 ottobre - Luigi Gedda, medico, attivista e editore italiano († 2000)
- 23 ottobre - Frederick Kennedy, calciatore inglese († 1963)
- 23 ottobre - Kristmann Guðmundsson, scrittore islandese († 1983)
- 23 ottobre - Otmar Nussio, compositore, flautista e direttore d'orchestra svizzero († 1990)
- 23 ottobre - Ib Schønberg, attore danese († 1955)
- 23 ottobre - Robert Eberan von Eberhorst, ingegnere e progettista austriaco († 1982)
- 24 ottobre - Letterio Catapano, calciatore italiano († 1979)
- 24 ottobre - Oronzo Reale, politico italiano († 1988)
- 25 ottobre - Henry Steele Commager, storico statunitense († 1998)
- 25 ottobre - Carlo Gnocchi, presbitero, educatore e attivista italiano († 1956)
- 25 ottobre - Eddie Lang, chitarrista statunitense († 1933)
- 25 ottobre - Jimmy Lanza, mafioso italiano († 2006)
- 26 ottobre - Beryl Markham, aviatrice e scrittrice britannica († 1986)
- 26 ottobre - Henrietta Hill Swope, astronoma statunitense († 1980)
- 26 ottobre - Annibale Vitellozzi, architetto italiano († 1990)
- 26 ottobre - Jack Sharkey, pugile statunitense († 1994)
- 27 ottobre - Emil Jónsson, politico islandese († 1986)
- 27 ottobre - Olindo Preziosi, politico italiano († 1965)
- 28 ottobre - Athos Bartolucci, politico italiano († 1992)
- 28 ottobre - Sebastià Juan Arbó, scrittore e biografo spagnolo († 1984)
- 28 ottobre - Elsa Lanchester, attrice britannica († 1986)
- 28 ottobre - Lajos Ligeti, orientalista e filologo ungherese († 1987)
- 30 ottobre - María Izquierdo, pittrice messicana († 1955)
- 31 ottobre - Ather Capelli, giornalista italiano († 1944)
- 31 ottobre - Carlos Drummond de Andrade, poeta, scrittore e funzionario brasiliano († 1987)
- 31 ottobre - Eduard Franz, attore statunitense († 1983)
- 31 ottobre - Julia Lee, cantante e pianista statunitense († 1958)
- 31 ottobre - Leo Losert, canottiere austriaco († 1982)
- 31 ottobre - Abraham Wald, matematico e statistico ungherese († 1950)
- 31 ottobre - Marie-Laure de Noailles, mecenate e artista francese († 1970)